# Фумоне
Фумоне (итал. Fumone) — коммуна в Италии, располагается в регионе Лацио, подчиняется административному центру Фрозиноне.
Население составляет 2153 человека, плотность населения составляет 154 чел./км². Занимает площадь 14 км². Почтовый индекс — 03010. Телефонный код — 0775.
Покровителем коммуны почитается святой Себастьян, празднование 20 января.